# De fato
De fato (en français : Sur le Destin ou Traité du destin) est une œuvre par le philosophe romain Cicéron. Considéré comme le complément des précédents livres De Natura Deorum (Sur la Nature des Dieux) et De divinatione (Sur la Divination), le De fato traite du libre-arbitre face à la prédestination et s'oppose aux théories des Stoïciens, mais l’ouvrage très lacunaire que nous possédons ne donne qu'une vue incomplète des arguments de Cicéron. 
Comme pour ces précédents ouvrages, Cicéron présente le De fato  sous la forme d'un dialogue, entre Aulus Hirtius et lui-même.

## Date
Cicéron annonçait dans le De divinatione son intention de rédiger le De fato. Comme la publication du De divinatione a suivi la mort de César aux Ides de Mars 44, la rédaction et la publication de ce traité se situe probablement dans une période calme de Cicéron, vers mai-juin 44, avant sa tentative d’aller en Grèce en juillet et son retour pour la session du Sénat ouverte le 1er septembre.

## Manuscrits sources
Cet ouvrage nous a été transmis à travers les siècles dans un recueil d'œuvres philosophiques de Cicéron, grâce à des manuscrits qui ont survécu jusqu'à nos jours, dont les plus anciens sont :
- Vossianus Lat. Fol 84 et 86 (Leyde), IXe siècle,
- Vindobonensis Lat. 189 (Vienne), IXe siècle,
- Leidensis Lat. 118 (Leyde), du XIe siècle,
- Florentianus Marcianus Lat. 257 (Florence), IXe siècle.

D'autres manuscrits plus récents, des XIIIe – XVe siècles, dérivent des exemplaires ci-dessus et n'apportent pas plus de contenu.
Ces sources sont les copies d'un même manuscrit ancêtre en mauvais état, car elles comportent toutes les mêmes lacunes. L’ouvrage n’a donc pas été reconstitué dans son intégrité. Ces lacunes empêchent d’en avoir une perception d’ensemble suffisante : parmi les vides les plus importants, le début de l’introduction manque, après le second paragraphe une lacune importante mais d’ampleur indéterminée, probablement plusieurs feuillets voire la moitié de l’ouvrage, prive de la présentation du plan de l’ouvrage, et la conclusion en fin d’ouvrage est incomplète. Les développements de Cicéron ne se trouvent pas en correspondance avec ce qui subsiste de l’introduction, soit à cause des lacunes, soit selon Lörcher parce que Cicéron n’aurait pas respecté son plan et publié un ouvrage non encore finalisé.

## Contenu

### Participants
Comme pour ces précédents ouvrages, Cicéron présente le De fato  sous la forme d'un dialogue fictif dans sa villa de Pouzzoles. Toutefois, il ne reprend pas les interlocuteurs du traité précédent, le De divinatione, dans lequel il s’entretenait avec son frère Quintus. Il s’adresse à Aulus Hirtius, un des Romains qui suivaient son enseignement de la rhétorique. C’est aussi un ancien lieutenant de César, désigné pour être consul en 43 av. J.-C.. Si Hirtius faisait partie du cercle d’élèves de Cicéron, la justification de son choix comme interlocuteur n’est pas évidente, mais a de possibles résonances politiques. D’après la correspondance de Cicéron, Hirtius le fréquentait assidument au printemps 44, mais était suspecté de pencher pour le parti d’Antoine, l’adversaire de Cicéron. Lui faire l’honneur de figurer comme interlocuteur dans un traité pouvait être un moyen de le rapprocher de la tendance légaliste défendue par Cicéron. La démonstration de Cicéron voulait prouver que le risque bien réel d’une nouvelle guerre civile n’était pas une fatalité, et que l’action humaine pouvait encore l’éviter.
Cette présentation dialoguée est toutefois particulière, Cicéron parle seul jusqu’à la fin de l’ouvrage, à la façon des philosophes de la Nouvelle Académie et de Carnéade, selon laquelle le maître expose et discute seul une proposition devant son cercle d’élèves, ici réduit à la présence d’Hirtius. Cicéron  précise aussi qu’il ne va pas suivre la présentation en deux thèses opposées comme dans les précédents ouvrages.

### Fond
Le traité répond aux problèmes posés par la théorie stoïcienne du Destin et de la Divination : s'il est possible de prévoir un événement qui n'est pas encore arrivé, il faut qu'il soit inscrit dans l'ordre des choses et qu'il existe potentiellement. En corollaire, les actions humaines ne sont pas libres et sont même inutiles. C'est à l'extrême l'argument dit « paresseux » : si un malade doit mourir, il est inutile de faire venir un médecin ; si un malade doit guérir, il est aussi inutile de le faire venir. Sophisme inacceptable pour un Romain, pour qui l'action est un devoir. 
Selon Yon, l’introduction mutilée qui ne permet pas d’appréhender le plan de l’ouvrage, mais pour Muller, l'argumentation développée doit se conformer à la division de la philosophie établie par les Stoïciens selon trois thèmes majeurs, la morale, la logique et la physique ou philosophie naturelle, d'où trois questions débattues dans le traité :
- la liberté morale dans l'ordre de l'action
- la nécessité dans l'ordre de la logique
- la causalité dans l'ordre de la nature.

Selon Muller, la liberté morale dans l’action, aurait été abordée dans la principale lacune qui suit l’introduction. Dans le reste de texte qui subsiste sur ce thème, Cicéron discute la conjugaison du Destin et du principe de sympathie universelle qui unit l’ensemble des choses et des événements. Cicéron ne nie pas l'existence de causes naturelles reliant les événements, mais pour lui, cela n'implique pas la réalité d'un Destin régissant l'évolution du monde. Aucune force fatale ne détermine une situation ou une action dans ses détails.
La partie sur la philosophie logique ou dialectique aborde des débats complexes sur la portée et les limites du principe de contradiction (une assertion est soit juste, soit fausse). Un énoncé relatif au passé ne pose pas de problème de détermination, il est juste ou faux, tandis que sa détermination sur l’avenir ouvre le champ des possibles : La nécessité déduite d’une implication logique est-elle une détermination qui s’impose au monde réel ? Cicéron récuse la conjugaison du Destin et de cette nécessité. Il revient sur la définition de la causalité qui lie des événements. Épicure refusait de lier comme le faisaient les Stoïciens le Destin et le principe de contradiction en fondant sur la conception d’un monde formé d’atomes sans cause première, mais Carnéade montrait que cette hypothèse n’est pas utile à la réfutation de la thèse des Stoïciens. Carnéade faisaient la différence entre les causes externes et les causes internes, propres à l’individu, ces dernières permettant l’acte libre sans l’effet contraignant des causes externes.
De l’analyse du destin dans le domaine de la nature, c'est-à-dire de la physique, il ne reste qu’une réfutation de la théorie d’Épicure de la déclinaison des atomes. Les épicuriens imaginaient qu'un phénomène, le clinamen, permettait aux atomes de dévier de la trajectoire verticale imposée par la chute vers le centre du monde, et par ce moyen autorisait la composition de toute chose, y compris l'âme humaine, et donc la spontanéité de nos sentiments et de nos actes. Cicéron rejette cette solution comme illogique car les déviations du clinamen sont dépourvues de cause. Muller suppose que de plus amples développements se trouvaient dans les parties perdues au début ou à la fin du traité.

### Traductions
- Cicéron, Du destin, trad. de M. A. Lorquetsous la direction de M. Nisard, 1864, Didot Frères, Paris, en ligne
- Cicéron (trad. du latin par Albert Yon, préf. Albert Yon), Traité du Destin, Paris, Les Belles Lettres, 1997 (1re éd. 1933), 47 p. (ISBN 2-251-01081-5)
- Cicéron (trad. du latin par Esther Breguet, Albert Yon, préf. Bernard Besnier), La République suivi de Le Destin, Paris, Gallimard, 1994, 260 p. (ISBN 2-07-074013-7)
- Cicéron (trad. du latin par Hélène Parent et Mathieu Cochereau, préf. Hélène Parent et Mathieu Cochereau), Du Destin, Paris, Payot et Rivages, 2013, 102 p. (ISBN 978-2-7436-2663-1)

### Ouvrages généraux
- Philippe Muller, Cicéron : un philosophe pour notre temps, Lausanne, L'Âge d'homme, 1990, 316 p. (ISBN 2-8251-0033-1, lire en ligne)
- Pierre Grimal, Cicéron, Fayard, 1986 (ISBN 978-2-213-01786-0)

### Articles
- Jacques Follon, Octave Hamelin, Sur le De Fato. Publié et annoté par Marcel Conche, Revue Philosophique de Louvain, 1978, vol. 76, no 32, p. 489-492.